# Соромлоръайёхан
Соромлоръайёхан (устар. Ун-Егор-Нел-Ай-Кур-Ех) — река в России, протекает по территории Белоярского района Ханты-Мансийского автономного округа. Устье реки находится в 82 км по левому берегу реки Ай-Куръёх. Длина реки — 4 км.

## Данные водного реестра
По данным государственного водного реестра России относится к Нижнеобскому бассейновому округу, водохозяйственный участок реки — Обь от впадения Иртыша до впадения реки Северная Сосьва, речной подбассейн реки — бассейны притока Оби от Иртыша до впадения Северной Сосьвы. Речной бассейн реки — (Нижняя) Обь от впадения Иртыша.
Код объекта в государственном водном реестре — 15020100112115300020340.